# Калверт, Фредерик, 6-й барон Балтимор
Фредерик Калверт, 6-й барон Балтимор (англ. Frederick Calvert, 6th Baron Baltimore; 6 февраля 1731, Эпсом — 4 сентября 1771, Неаполь) — британский аристократ, барон Балтимор (1751—1771).

## Биография
Фредерик Калверт был старшим сыном Чарльза Калверта, 5-го барона Балтимор и его супруги Мэри Янссен. 
Получил образование в Итонском колледже. После смерти отца в апреле 1751 года Фредерик  унаследовал титул барона Балтимор, а также право на владение колонией Мэриленд, которая была возвращена Калвертам. Благодаря владениям Калверт был одним из богатых вельмож Британии и влиятельной фигурой в американских колониях, но, в отличие от своих предков, он никогда не был в Мэриленде, считая колонию источником дохода.
В 1764 году Фредерик отправился в путешествие по Европе, посетил Стамбул, где проживал в течение некоторого времени, после чего вернулся на родину. Через два года, в 1768 году он вновь покинул Британию, отправившись в новое путешествие, посетив несколько европейских стран, включая Швецию и Россию. 
Во время путешествия по Европе, он заболел лихорадкой и 4 сентября 1771 года умер в Неаполе в возрасте 40 лет; его тело было привезено в Британию и похоронено в Эпсоме. Был автором путевых записок, среди которых «Путешествия по Востоку в 1763 и 1764 годах», а также рассуждений «Частицы восточного остроумия» и «Поэзия и мудрость».

## Личная жизнь
Был женат на леди Диане Эгертон (3 марта 1732 – 13 августа 1758), дочери Скрупа Эгертона, 1-й герцога Бриджуотер; брак был бездетным. В мае 1756 года супруги развелись.
У него было множество внебрачных детей от разных любовниц, среди которых наиболее известен Генри Хэрфорд (5 апреля 1758 – 8 декабря 1834), богатый землевладелец и последний владелец Мэриленда.